# Premios WGA
Los Premios WGA del Sindicato de Guionistas de Estados Unidos (The Writers Guild of America Awards) premian los logros en la escritura en cine, televisión, radio y videojuegos (añadidos en 2008), incluyendo ficción y documental. Son presentados anualmente por el Writers Guild of America East y el Writers Guild of America West desde 1949 y televisados desde 2004.

## Eligibilidad
Los premios al cine para películas que han sido exhibidas en cines durante el año calendario anterior. los premios a la televisión son para series que han sido producidas y televisadas durante el periodo del primero de diciembre al 30 de noviembre sin importar cuantos capítulos han sido televisados durante el periodo.
Adicionalmente los guiones deben ser producidos dentro de la jurisdicción de los WGA o bajo un colectivo en acuerdo con Canadá, Irlanda, Nueva Zelanda y Reino Unido.

## Premios a la trayectoria
Cada año en la ceremonia se otorgan dos premios a la trayectoria, uno de ellos es para escritores de cine y el otro para televisión.
- Laurel Award for TV Writing Achievement
- Laurel Award for Screenwriting Achievement

## Categorías

### Categorías actuales
| Cine - Mejor guion adaptado (desde 1985) - Mejor guion original (desde 1985) - Mejor guion en documental (desde 2005) | Televisión - Serie de comedia - Serie dramática - Episodio de comedia - Episodio dramático - Formato largo - guion adaptado - Formato largo - guion original - Nueva serie - Animación - Programa de variedad - Talk show - Programa de variedad - serie de sketches - Programa de variedad - especiales - Programa diurno - Programa infantil - Concursos - Mejor guion en documental - eventos actuales - Mejor guion en documental - otros eventos | Noticias - Guion de noticias - regular, boletín o reporte - Guion de noticias - análisis o comentarios - Noticias digitales Radio - Guion en noticias en radio - regular, boletín o reporte - Guion en noticias en radio - análisis o comentarios - Guion documental en radio Videojuegos - Guion en Videojuegos (desde 2008) |

### Categorías retiradas
- Mejor guion de un tema americano (1949–1952)
- Mejor guion wéstern (1949 –1951)
- Mejor guion de bajo presupuesto (1952)
- Mejor guion en musical (1949-1969)
- Mejor guion – drama (1949–1969)
- Mejor guion – comedia (1949–1969)
- Mejor guion original – drama (1970–1984)
- Mejor guion adaptado – drama (1970–1984)
- Mejor guion original – comedia (1970–1984)
- Mejor guion adaptado – comedia (1970–1984)

## Ceremonias
| - 1° Premio del Sindicato de Guionista - 2° Premio del Sindicato de Guionista - 3° Premio del Sindicato de Guionista - 4° Premio del Sindicato de Guionista - 5° Premio del Sindicato de Guionista - 6° Premio del Sindicato de Guionista - 7° Premio del Sindicato de Guionista - 8° Premio del Sindicato de Guionista - 9° Premio del Sindicato de Guionista - 10° Premio del Sindicato de Guionista - 11° Premio del Sindicato de Guionista - 12° Premio del Sindicato de Guionista - 13° Premio del Sindicato de Guionista - 14° Premio del Sindicato de Guionista - 15° Premio del Sindicato de Guionista - 16° Premio del Sindicato de Guionista - 17° Premio del Sindicato de Guionista - 18° Premio del Sindicato de Guionista - 19° Premio del Sindicato de Guionista - 20° Premio del Sindicato de Guionista | - 21° Premio del Sindicato de Guionista - 22° Premio del Sindicato de Guionista - 23° Premio del Sindicato de Guionista - 24° Premio del Sindicato de Guionista - 25° Premio del Sindicato de Guionista - 26° Premio del Sindicato de Guionista - 27° Premio del Sindicato de Guionista - 28° Premio del Sindicato de Guionista - 29° Premio del Sindicato de Guionista - 30° Premio del Sindicato de Guionista - 31° Premio del Sindicato de Guionista - 32° Premio del Sindicato de Guionista - 33° Premio del Sindicato de Guionista - 34° Premio del Sindicato de Guionista - 35° Premio del Sindicato de Guionista - 36° Premio del Sindicato de Guionista - 37° Premio del Sindicato de Guionista - 38° Premio del Sindicato de Guionista - 39° Premio del Sindicato de Guionista - 40° Premio del Sindicato de Guionista | - 41° Premio del Sindicato de Guionista - 42° Premio del Sindicato de Guionista - 43° Premio del Sindicato de Guionista - 44° Premio del Sindicato de Guionista - 45° Premio del Sindicato de Guionista - 46° Premio del Sindicato de Guionista - 47° Premio del Sindicato de Guionista - 48° Premio del Sindicato de Guionista - 49° Premio del Sindicato de Guionista - 50° Premio del Sindicato de Guionista - 51° Premio del Sindicato de Guionista - 52° Premio del Sindicato de Guionista - 53° Premio del Sindicato de Guionista - 54° Premio del Sindicato de Guionista - 55° Premio del Sindicato de Guionista - 56° Premio del Sindicato de Guionista - 57° Premio del Sindicato de Guionista - 58° Premio del Sindicato de Guionista - 59° Premio del Sindicato de Guionista - 60° Premio del Sindicato de Guionista | - 61° Premio del Sindicato de Guionista - 62° Premio del Sindicato de Guionista - 63° Premio del Sindicato de Guionista - 64° Premio del Sindicato de Guionista - 65° Premio del Sindicato de Guionista - 66° Premio del Sindicato de Guionista - 67° Premio del Sindicato de Guionista - 68° Premio del Sindicato de Guionista - 69° Premio del Sindicato de Guionista - 70° Premio del Sindicato de Guionista - 71° Premio del Sindicato de Guionista - 72° Premio del Sindicato de Guionista |

## Ganadores
Un asterisco (*) indica que la película fue nominada también para un Premio Óscar.

### Cine

#### Premios actuales
Mejor guion original
- 1968: Bonnie and Clyde – David Newman y Robert Benton
- 1969: The Producers – Mel Brooks
- 1985: Broadway Danny Rose – Woody Allen
- 1986: Witness – Pamela Wallace, William Kelley y Earl W. Wallace *
- 1987: Hannah and Her Sisters – Woody Allen *
- 1988: Moonstruck – John Patrick Shanley *
- 1989: Bull Durham – Ron Shelton
- 1990: Crimes and Misdemeanors – Woody Allen
- 1991: Avalon – Barry Levinson
- 1992: Thelma & Louise – Callie Khouri *
- 1993: The Crying Game – Neil Jordan *
- 1994: The Piano – Jane Campion *
- 1995: Four Weddings and a Funeral – Richard Curtis
- 1996: Braveheart – Randall Wallace
- 1997: Fargo – Joel Coen e Ethan Coen *
- 1998: As Good as It Gets – Mark Andrus y James L. Brooks
- 1999: Shakespeare in Love – Marc Norman y Tom Stoppard *
- 2000: American Beauty – Alan Ball *
- 2001: Puedes contar conmigo – Kenneth Lonergan
- 2002: Gosford Park – Julian Fellowes *
- 2003: Bowling for Columbine – Michael Moore
- 2004: Lost in Translation – Sofia Coppola *
- 2005: Eternal Sunshine of the Spotless Mind – Charlie Kaufman, Michael Gondry, y Pierre Bismuth *
- 2006: Crash – Paul Haggis y Bobby Moresco *
- 2007: Little Miss Sunshine – Michael Arndt *
- 2008: Juno – Diablo Cody *
- 2009: Milk – Dustin Lance Black *
- 2010: The Hurt Locker – Mark Boal *
- 2011: Inception – Christopher Nolan
- 2012: Midnight in Paris – Woody Allen *
- 2013: Zero Dark Thirty – Mark Boal
- 2014: Her – Spike Jonze *
- 2015: The Grand Budapest Hotel – Wes Anderson y Hugo Guinness
- 2016: Spotlight – Tom McCarthy y Josh Singer *
- 2017: Moonlight – Barry Jenkins; historia por Tarell Alvin McCraney *
- 2018: Get Out – Jordan Peele *
- 2019: Eighth Grade – Bo Burnham

Mejor guion adaptado
- 1985: The Killing Fields – Bruce Robinson
- 1986: Prizzi's Honor – Richard Condon and Janet Roach
- 1987: A Room with a View – Ruth Prawer Jhabvala *
- 1988: Roxanne – Steve Martin
- 1989: Dangerous Liaisons – Christopher Hampton *
- 1990: Driving Miss Daisy – Alfred Uhry *
- 1991: Dances with Wolves – Michael Blake *
- 1992: The Silence of the Lambs – Ted Tally *
- 1993: The Player – Michael Tolkin
- 1994: Schindler's List – Steven Zaillian *
- 1995: Forrest Gump – Eric Roth *
- 1996: Sense and Sensibility – Emma Thompson *
- 1997: Sling Blade – Billy Bob Thornton *
- 1998: L.A. Confidential – Brian Helgeland y Curtis Hanson *
- 1999: Out of Sight – Scott Frank
- 2000: Election – Alexander Payne y Jim Taylor
- 2001: Traffic – Stephen Gaghan *
- 2002: A Beautiful Mind – Akiva Goldsman *
- 2003: The Hours – David Hare
- 2004: American Splendor – Shari Springer Berman y Robert Pulcini
- 2005: Sideways – Alexander Payne y Jim Taylor *
- 2006: Brokeback Mountain – Larry McMurty y Diana Ossana *
- 2007: The Departed – William Monahan *
- 2008: No Country for Old Men – Joel Coen e Ethan Coen *
- 2009: Slumdog Millionaire – Simon Beaufoy *
- 2010: Up in the Air – Jason Reitman
- 2011: The Social Network – Aaron Sorkin *
- 2012: The Descendants – Alexander Payne, Nat Faxon y Jim Rash *
- 2013: Argo – Chris Terrio *
- 2014: Captain Phillips – Billy Ray
- 2015: The Imitation Game – Graham Moore *
- 2016: The Big Short – Adam McKay y Charles Randolph *
- 2017: Arrival – Eric Heisserer
- 2018: Call Me by Your Name — James Ivory *
- 2019: Can You Ever Forgive Me? – Nicole Holofcener y Jeff Whitty

Mejor guion en documental
- 2005: Super Size Me – Morgan Spurlock
- 2006: Enron: The Smartest Guys in the Room – Alex Gibney
- 2007: Deliver Us from Evil - Amy J. Berg
- 2008: Taxi to the Dark – Alex Gibney
- 2009: Waltz with Bashir – Ari Folman
- 2010: The Cove – Mark Monroe
- 2011: Inside Job – Charles Ferguson
- 2012: Better This World – Katie Galloway y Kelly Duane de la Vega
- 2013: Searching for Sugar Man – Malik Bendjelloul
- 2014: Stories We Tell – Sarah Polley
- 2015: The Internet's Own Boy: The Story of Aaron Swartz – Brian Knappenberger
- 2016: Going Clear: Scientology and the Prison of Belief – Alex Gibney
- 2017: Command and Control – Robert Kenner, Brian Pearle, Kim Roberts y Eric Schlosser
- 2018: Jane – Brett Morgen
- 2019: Bathubs Over Broadway – Ozzy Inguanzo y Dava Whisenant

#### Categorías retiradas
Mejor guion – drama
- 1949: The Snake Pit – Frank Partos y Millen Brand
- 1950: All the King's Men – Robert Rossen
- 1951: Sunset Boulevard – Charles Brackett, Billy Wilder y D. M. Marshman Jr. *
- 1952: A Place in the Sun – Michael Wilson y Harry Brown *
- 1953: High Noon – Carl Foreman
- 1954: From Here to Eternity – Daniel Taradash *
- 1955: On the Waterfront – Budd Schulberg *
- 1956: Marty – Paddy Chayefsky *
- 1957: Friendly Persuasion – Michael Wilson
- 1958: 12 Angry Men – Reginald Rose
- 1959: The Defiant Ones – Nedrick Young y Harold Jacob Smith *
- 1960: The Diary of Anne Frank – Frances Goodrich y Albert Hackett
- 1961: Elmer Gantry – Richard Brooks *
- 1962: The Hustler – Sidney Carroll y Robert Rossen
- 1963: To Kill a Mockingbird – Horton Foote *
- 1964: Hud – Harriet Frank Jr. y Irving Ravetch
- 1965: Becket – Edward Anhalt *
- 1966: The Pawnbroker – Edward Lewis Wallant, Morton Fine y David Friedkin
- 1967: Who's Afraid of Virginia Woolf? – Ernest Lehman
- 1968: Bonnie and Clyde – David Newman y Robert Benton
- 1969: The Lion in Winter – James Goldman *

Mejor guion original – drama
- 1970: Butch Cassidy and the Sundance Kid – William Goldman *
- 1971: Patton – Francis Ford Coppola y Edmund H. North *
- 1972: Sunday Bloody Sunday – Penelope Gilliatt
- 1973: The Candidate – Jeremy Larner *
- 1974: Save the Tiger – Steve Shagan
- 1975: Chinatown – Robert Towne *
- 1976: Tarde de perros – Frank Pierson *
- 1977: Network – Paddy Chayefsky *
- 1978: The Turning Point – Arthur Laurents
- 1979: Coming Home – Nancy Dowd, Robert C. Jones y Waldo Salt *
- 1980: El síndrome de China – Mike Gray, T. S. Cook y James Bridges
- 1981: Melvin and Howard – Bo Goldman *
- 1982: Reds – Warren Beatty and Trevor Griffiths
- 1983: E.T., el extraterrestre – Melissa Mathison
- 1984: Tender Mercies – Horton Foote *

Mejor guion adaptado – drama
- 1970: Midnight Cowboy – Waldo Salt *
- 1971: I Never Sang for My Father – Robert Anderson
- 1972: The French Connection – Ernest Tidyman *
- 1973: The Godfather – Mario Puzo y Francis Ford Coppola *
- 1974: Serpico – Waldo Salt y Norman Wexler
- 1975: The Godfather Part II – Francis Ford Coppola y Mario Puzo *
- 1976: One Flew Over the Cuckoo's Nest – Bo Goldman y Lawrence Hauben *
- 1977: All the President's Men – William Goldman *
- 1978: Islands in the Stream – Denne Bart Petitclerc
- 1979: Midnight Express – Oliver Stone *
- 1980: Kramer vs. Kramer – Robert Benton *
- 1981: Ordinary People – Alvin Sargent *
- 1982: On Golden Pond – Ernest Thompson *
- 1983: Missing – Costa-Gavras y Donald E. Stewart *
- 1984: Reuben, Reuben – Julius J. Epstein

Mejor guion – comedia
- 1949: Sitting Pretty – F. Hugh Herbert
- 1950: A Letter to Three Wives – Joseph L. Mankiewicz *
- 1951: All About Eve – Joseph L. Mankiewicz *
- 1952: Father's Little Dividend – Albert Hackett y Frances Goodrich
- 1953: The Quiet Man – Frank Nugent
- 1954: Roman Holiday – Ian McLellan Hunter, Dalton Trumbo y John Dighton *
- 1955: Sabrina – Billy Wilder, Samuel Taylor y Ernest Lehman
- 1956: Mister Roberts – Joshua Logan y Frank Nugent
- 1957: Around the World in 80 Days – James Poe, John Farrow y S. J. Perelman *
- 1958: Love in the Afternoon – Billy Wilder y I. A. L. Diamond
- 1959: Me and the Colonel – S. N. Behrman y George Froeschel
- 1960: Some Like It Hot – Billy Wilder y I. A. L. Diamond
- 1961: The Apartment – Billy Wilder y I. A. L. Diamond *
- 1962: Breakfast at Tiffany's – George Axelrod
- 1963: That Touch of Mink – Stanley Shapiro y Nate Monastar
- 1964: Lilies of the Field – James Poe
- 1965: Dr. Strangelove – Stanley Kubrick, Terry Southern y Peter George
- 1966: A Thousand Clowns – Herb Gardner
- 1967: The Russians Are Coming, the Russians Are Coming – William Rose
- 1968: The Graduate – Calder Willingham y Buck Henry
- 1969: The Odd Couple – Neil Simon

Mejor Guion Original – Comedia
- 1970: Bob & Carol & Ted & Alice – Paul Mazursky y Larry Tucker
- 1971: The Out-of-Towners – Neil Simon
- 1972: The Hospital – Paddy Chayefsky *
- 1973: What's Up, Doc? – Peter Bogdanovich, Buck Henry, David Newman y Robert Benton
- 1974: A Touch of Class – Melvin Frank y Jack Rose
- 1975: Blazing Saddles – Mel Brooks, Norman Steinberg, Andrew Bergman, Richard Pryor y Alan Uger
- 1976: Shampoo – Robert Towne y Warren Beatty
- 1977: The Bad News Bears – Bill Lancaster
- 1978: Annie Hall – Woody Allen y Marshall Brickman *
- 1979: Movie Movie – Larry Gelbart y Sheldon Keller
- 1980: Breaking Away – Steve Tesich *
- 1981: Private Benjamin – Nancy Meyers, Harvey Miller y Charles Shyer
- 1982: Arthur – Steve Gordon
- 1983: Tootsie – Don McGuire, Larry Gelbart y Murray Schisgal
- 1984: The Big Chill – Lawrence Kasdan y Barbara Benedek

Mejor guion adaptado – comedia
- 1970: Goodbye, Columbus – Arnold Schulman
- 1971: MASH – Ring Lardner *
- 1972: Kotch – John Paxton
- 1973: Cabaret – Jay Presson Allen
- 1974: Paper Moon – Alvin Sargent
- 1975: The Apprenticeship of Duddy Kravitz – Lionel Chetwynd y Mordecai Richler
- 1976: The Sunshine Boys – Neil Simon
- 1977: The Pink Panther Strikes Again – Blake Edwards y Frank Waldman
- 1978: Oh, God! – Larry Gelbart
- 1979: Heaven Can Wait – Elaine May and Warren Beatty / Same Time, Next Year – Bernard Slade
- 1980: Being There – Jerzy Kosiński
- 1981: Airplane! – Jim Abrahams, David Zucker y Jerry Zucker
- 1982: Rich and Famous – Gerard Ayres
- 1983: Victor/Victoria – Blake Edwards
- 1984: Terms of Endearment – James L. Brooks *

Mejor guion en musical
- 1949: Easter Parade – Frances Goodrich, Albert Hackett y Sidney Sheldon
- 1950: On the Town – Adolph Green y Betty Comden
- 1951: Annie Get Your Gun – Sidney Sheldon
- 1952: An American in Paris – Alan Jay Lerner *
- 1953: Singin' in the Rain – Betty Comden y Adolph Green
- 1954: Lili – Helen Deutsch y Paul Gallico
- 1955: Seven Brides for Seven Brothers – Albert Hackett, Frances Goodrich y Dorothy Kingsley
- 1956: Love Me or Leave Me – Daniel Fuchs y Isobel Lennart *
- 1957: The King and I – Ernest Lehman
- 1958: Les Girls – Vera Caspary y John Patrick
- 1959: Gigi – Alan Jay Lerner *
- 1960: The Five Pennies – Robert Smith, Jack Rose y Melville Shavelson
- 1961: Bells Are Ringing – Betty Comden y Adolph Green
- 1962: West Side Story – Ernest Lehman
- 1963: The Music Man – Meredith Willson, Franklin Lacey y Marion Hargrove
- 1964: Not premiado
- 1965: Mary Poppins – Bill Walsh y Don DaGradi
- 1966: The Sound of Music – Maria Augusta Trapp, Howard Lindsay, Russel Crouse y Ernest Lehman
- 1967: No premiado
- 1968: Thoroughly Modern Millie – Richard Morris
- 1969: Funny Girl – Isobel Lennart

Mejor guion de un tema americano
- 1949: The Snake Pit – Frank Partos y Millen Brand
- 1950: All the King's Men – Robert Rossen
- 1951: The Men – Carl Foreman
- 1952: Bright Victory – Robert Buckner

Mejor guion wéstern
- 1949: The Treasure of the Sierra Madre – John Huston *
- 1950: Yellow Sky – W. R. Burnett y Lamar Trotti
- 1951: Broken Arrow – Albert Maltz

### Videojuegos
Mejor guion para videojuego
- 2008: Dead Head Fred – Dave Ellis, Adam Cogan
- 2009: Star Wars: The Force Unleashed – Haden Blackman, Shawn Pitman, John Stafford y Cameron Suey
- 2010: Uncharted 2: Among Thieves – Amy Hennig
- 2011: Assassin's Creed: Brotherhood – Patrice Désilets, Jeffrey Yohalem y Corey May
- 2012: Uncharted 3: Drake's Deception – Amy Hennig
- 2013: Assassin's Creed III: Liberation – Richard Farrese y Jill Murray
- 2014: The Last of Us – Neil Druckmann
- 2015: The Last of Us: Left Behind – Neil Druckmann
- 2016: Rise of the Tomb Raider – John Stafford, Cameron Suey, Rhianna Pratchett y Philip Gelatt
- 2017: Uncharted 4: A Thief's End – Neil Druckmann, Josh Scherr, Tom Bissell y Ryan James
- 2018: Horizon Zero Dawn – John González, Benjamin McCaw, Ben Schroder, Anne Toole, Dee Warrick y Meg Jayanth
- 2019: God of War – Matt Sophos, Richard Zangrande Gaubert y Cory Barlog
- 2020: No se convoca[4]